# Айдаркуль
Айдарку́ль (узб. Aydar ko‘li, Айдар кўли; Haydar ko‘li, Ҳайдар кўли) — крупное бессточное озеро в северно-восточной части Узбекистана, является искусственным водохранилищем в Арнасайской системе озёр.
В начале 1960-х годов была запружена Сырдарья. Одновременно была сооружена Шардаринская ГЭС. Для контроля уровня воды были поставлены шлюзы, но когда в 1969 году случился сильный паводок, шлюзы были открыты, поскольку пропускной способности плотины было недостаточно. С февраля 1969 по февраль 1970 года почти 60 % ежегодного стока Сырдарьи (21 км³) направлялось из Шардаринского водохранилища в Арнасайскую низменность. В результате образовалось озеро. С 1969 года Айдаркуль регулярно получало приток из Сырдарьи, если Шардаринское водохранилище переливалось через плотину. Так постепенно заполнилась водой Арнасайская низменность и образовалось второе по размеру озеро в регионе (после пересыхающего Аральского моря).
В 2005 году в Айдаркуле было 44,3 км³ воды. В 2006 году площадь озера составила 3478 км² при длине 160 км и ширине 34,8 км. Минерализация воды в Айдаркуле составляет всего 2 грамма на литр (2 ‰). Максимальная зафиксированная высота над уровнем моря составляет 247 м.
В озеро были завезены многие виды рыб, в том числе сазан, судак, лещ, сом, жерех, чехонь, змееголов — сейчас эти рыбы служат основой для рыболовства. В год в системе озёр добывается от 760 до 2000 тонн рыбы (по статистике 1994—2001 годов).
Фауну Кызылкумов дополняет множество водоплавающих птиц, перелетающих сюда с остатков Аральского моря.
Айдаркуль находится вдалеке от заселённых людьми мест. У озера проживают всего 345 семей (около 1760 человек).
Район озера Айдаркуль имеет большой потенциал для рыболовства, кочевого скотоводства, туризма, а в перспективе и строительства АЭС.
Зимой озеро не замерзает.